# فيدد (حديبو)

تعديل مصدري - تعديل

فيدد هي إحدى قرى مديرية حديبو التابعة لمحافظة سقطرى، بلغ تعداد سكانها 52 نسمة حسب تعداد اليمن لعام 2004.